# Windom (Minnesota)
Windom is een plaats (city) in de Amerikaanse staat Minnesota, en valt bestuurlijk gezien onder Cottonwood County.

## Demografie
Bij de volkstelling in 2000 werd het aantal inwoners vastgesteld op 4490.
In 2006 is het aantal inwoners door het United States Census Bureau geschat op 4341, een daling van 149 (-3.3%).

## Geografie
Volgens het United States Census Bureau beslaat de plaats een oppervlakte van
9,7 km², waarvan 9,2 km² land en 0,5 km² water. Windom ligt op ongeveer 415 m boven zeeniveau.

## Plaatsen in de nabije omgeving
De onderstaande figuur toont nabijgelegen plaatsen in een straal van 24 km rond Windom.